# Gobelinfabrikken
 Denne artikel bør gennemlæses af en person med fagkendskab for at sikre den faglige korrekthed.

Manufacture nationale des Gobelins eller Gobelinfabrikken i Paris skyldes Jean-Baptiste Colberts initiativ. Det tilvirkede også andre kunstindustrielle genstande end gobeliner. Dets frembringelser var under kunstneren Charles Le Bruns ledelse et af de ypperste udtryk for den af "Solkongen" og hans hof skabte pompøse stil, og statelige gobeliner fejrede Ludvig 14.’s sejre over det halve Europa.